# Soest Am Ardey/Rüenstein (Siedlung der Rössener Kultur)
Die Siedlung Soest Am Ardey/Rüenstein bestand etwa zwischen 4800 und 4500 v. Chr. am westlichen Stadtrand der heutigen Stadt Soest in Westfalen. Sie gehört der frühen Rössener Kultur an, einer frühbäuerlichen Kultur. Die Siedlungskontinuität im Stadtgebiet ist seither nicht mehr abgerissen, wenn sich auch die Schwerpunkte noch mehrfach verlagert haben.

## Häuser
Die vier dokumentierten Häuser wurden an einem Quellteich errichtet, auch wurde dort ein Gräberfeld angelegt. Recht gut erhalten, gemessen an der Erhaltung mittelneolithischer Hausstrukturen, war vor allem Haus V mit seinem schiffsförmigen, von Nordwest nach Südost ausgerichteten Grundriss. Innerhalb des Hauses befand sich eine für diese Zeit typische Vorratsgrube, in der sich neben einer geringen Zahl von Keramikscherben ein unbearbeitetes Stück Bernstein fand.
Die Häuser II und IV sind genauso ausgerichtet wie Haus V und befinden sich etwas östlich davon. Zwischen diesen Häusern befand sich ein unregelmäßiger Platz mit Gruben, die dadurch entstanden waren, dass man dort Lehm für den Wandverputz entnommen hatte. Unklar ist, ob die Häuser gleichzeitig bestanden oder ob es sich um nacheinander errichtete Gebäude handelt. Etwas weiter westlich stand ein viertes Haus, Haus XIX. Dieses ist allerdings ostwestlich ausgerichtet – ein Hinweis darauf, dass dieses Gebäude nicht zur selben Zeit bestand wie die anderen drei. Das unvollständig erhaltene Bauwerk könnte aber gleichfalls dem Mittelneolithikum angehören.

## Gräberfeld
Etwa 30 m südlich von Haus V fand sich ein Gräberfeld. Dort wurden 21 Gräber dokumentiert, die genauso ausgerichtet waren wie die Häuser II, IV und V. Hierbei handelt es sich um den ersten Bestattungsplatz dieser Epoche in Nordrhein-Westfalen.
Die meist nur wenige Zentimeter tief erhaltenen Grabgruben waren mit sehr dunkelbrauner Erde verfüllt. Knochen waren kaum erhalten, und auch Zähne fanden sich nur in vier Gräbern im nordwestlichen Bereich. Anthropologische Untersuchungen zeigten, dass es sich um einen sehr jungen Erwachsenen und drei Erwachsene handelte.
Nur aus sieben der Grabgruben konnte Fundmaterial geborgen werden. Dabei handelte es sich um Silexgeräte, Keramikfragmente und Dechsel. Ein Dechsel bestand aus Grünsandstein, einem sehr weichen Material. Dies legt nahe, dass es sich um ein „Werkzeug“ handelte, das explizit für die Beerdigung angefertigt worden war. Ähnliches könnte für die beigegebene, nur schwach gebrannte Keramik gelten. Insgesamt kann nur das Inventar von Grab 8 als vollständig gelten. Dem erwachsenen Menschen waren „vier Silexklingen, ein Pfeil mit querschneidiger Bewehrung, ein kleiner flachbodiger, mit Knubben verzierter Kumpf und eine Dechsel mit in das Grab gelegt“. Da sich im Lössboden Holz kaum erhalten kann, wird nur angenommen, dass dem Toten ein Bogen nebst Pfeil(en) beigelegt worden sein mag.

## Keramik
Wegen der Pflügetätigkeit der nachfolgenden Generationen hat sich Keramik nur sehr bruchstückhaft erhalten. Die wenigen besser erhaltenen Fragmente lassen eine Einordnung in die Rössener Kultur zu, allerdings weisen einige Elemente womöglich in die vorausgehende Großgartacher Kultur. Der Ton war nicht gemagert. Die Zusammensetzung des Tones deutet darauf hin, dass die Bewohner dieselben Tonlagerstätten nutzten, wie die Bewohner der Rössener Siedlung von Soest Deiringsen/Ruploh. Dies wiederum legt nahe, dass die beiden Siedlungen etwa zur gleichen Zeit bestanden.

## Jagd und Tierhaltung
Die wenigen Knochenfunde weisen darauf hin, dass hauptsächlich Rinder gehalten wurden. Identifizieren ließen sich zudem je ein Knochen eines Wildpferdes und eines Schafes oder einer Ziege.

## Einordnung in die Besiedlungsgeschichte, Gunstfaktoren
Der Fund einer weiteren Siedlung in diesem Gebiet, der von Sassendorf-Lohne, weist darauf hin, dass die fruchtbare Soester Börde mit ihren Lössböden bereits im Mittelneolithikum locker aufgesiedelt war. Lesefunde aus dem gesamten Stadtgebiet bestätigen diese Annahme. Neben den Böden und der Nähe zu Trinkwasser boten der West-Ost-Verkehrsweg Hellweg und die Süß- und Salzwasserquellen weitere Gunstfaktoren. Der nächstgelegene Süßwasserquellteich befindet sich nur 350 m östlich der Siedlung. Die nächstgelegene Salzwasserquelle befand sich 2 km östlich der Siedlung in der Soester Altstadt (Kohlbrink), eine weitere 2,5 km westlich in Soest-Paradiese (Soltbrink).

## Belege
1. ↑  Manuel Buczka, Ingo Pfeffer: Eine Siedlung der Rössener Kultur am westlichen Stadtrand von Soest, in: Thomas Otten, Jürgen Kunow, Michael M. Rind, Marcus Trier (Hrsg.): Revolution Jungsteinzeit. Archäologische Landesausstellung Nordrhein-Westfalen, 2015, S. 352–356, hier: S. 354.